# Porto

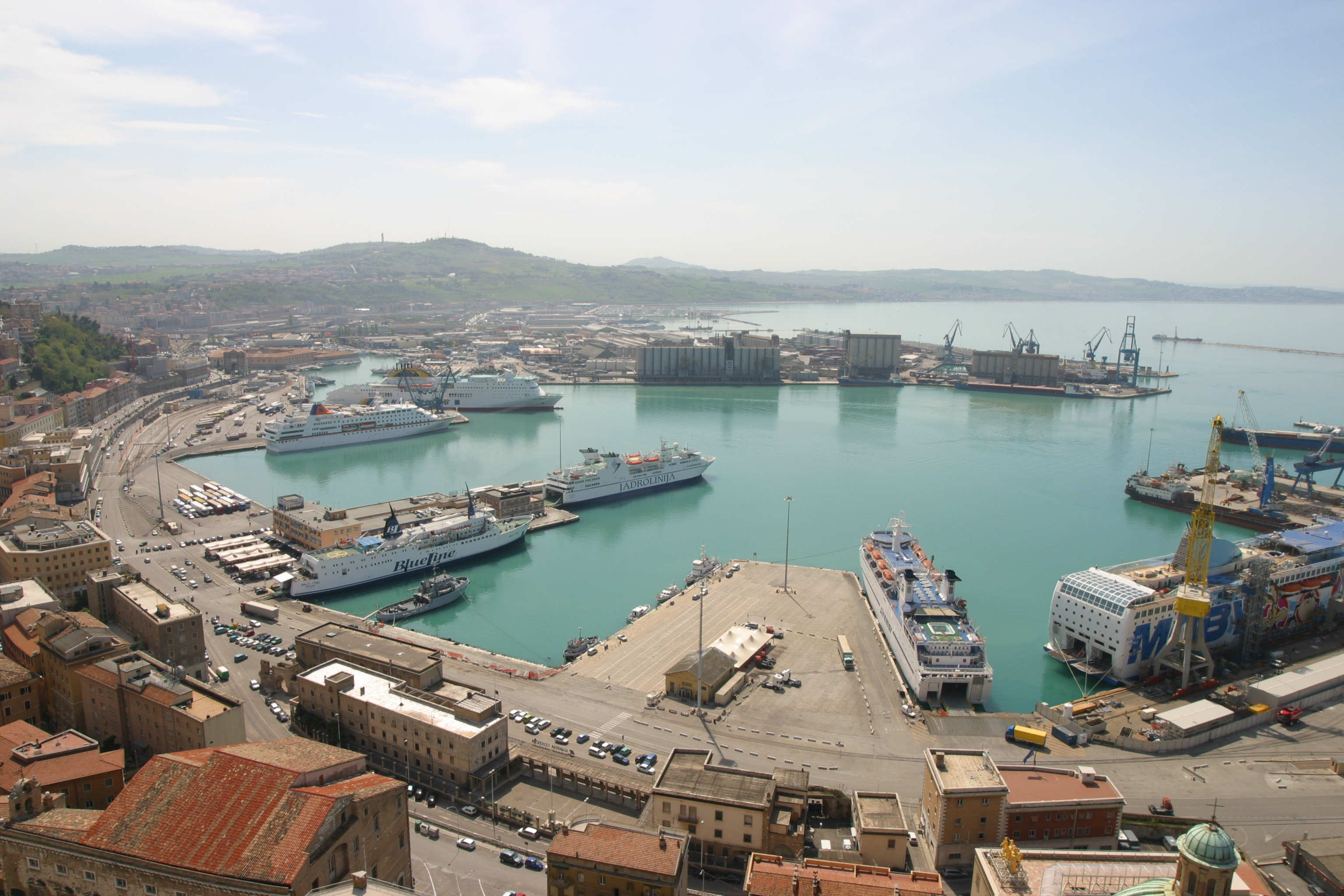
Vista panoramica del porto di Ancona.

Un porto è una struttura naturale o artificiale posta sul litorale marittimo o sulla riva di un lago o di un corso d'acqua, atta a consentire l'approdo e l'ormeggio a natanti, imbarcazioni e navi, e la loro protezione dalle avverse condizioni delle acque. Ha anche la funzione di consentire e facilitare il carico e lo scarico di merci e l'imbarco e lo sbarco di persone.

## Storia

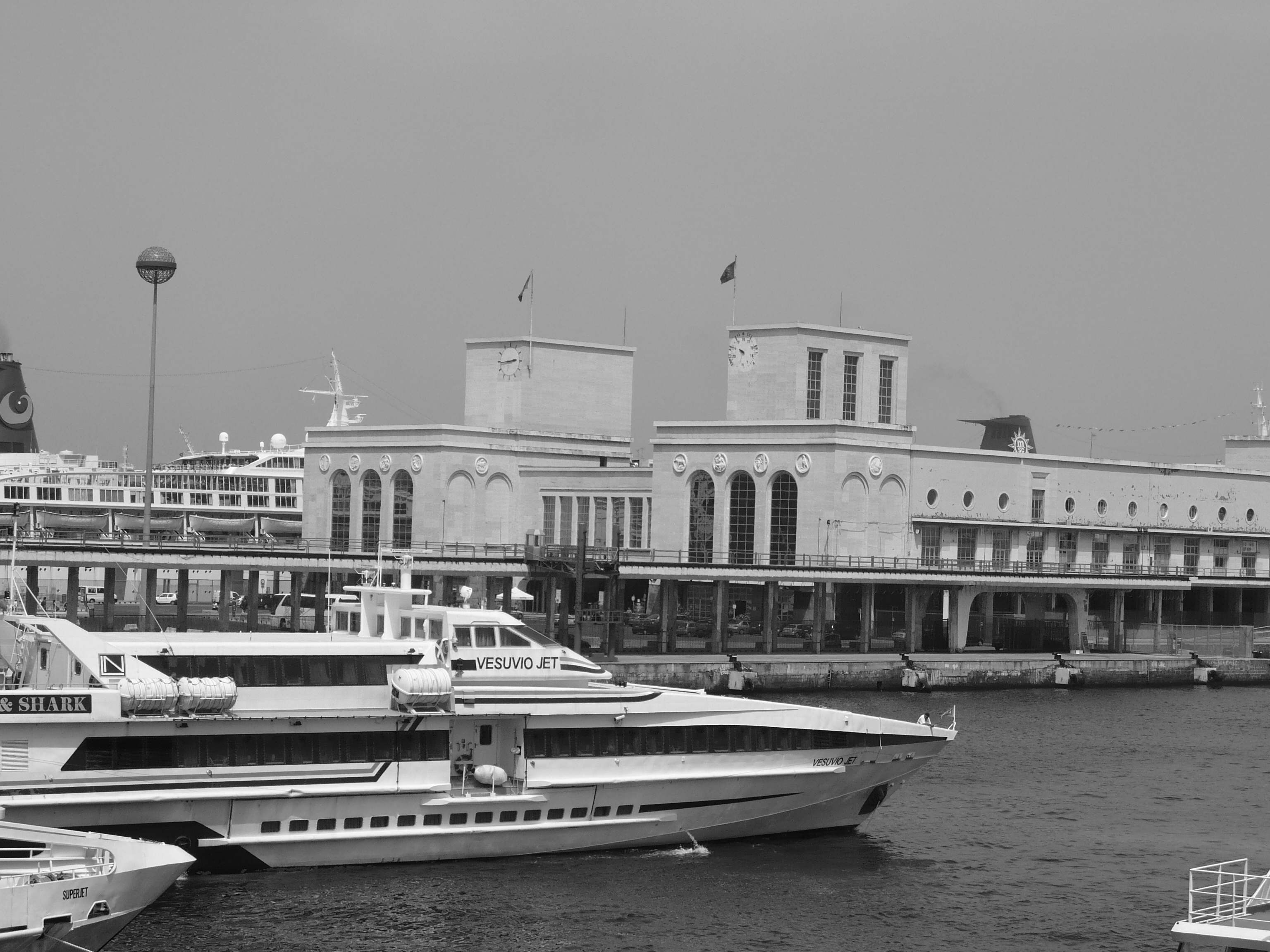
Stazione marittima del Molo Beverello di Napoli

Il porto è da sempre fonte di scambi commerciali e crocevia di comunicazioni e ha storicamente favorito lo sviluppo delle civiltà: nell'antichità, come al giorno d'oggi, i porti hanno infatti rivestito un ruolo fondamentale negli scambi mercantili tra le popolazioni. Tracce notevoli di commerci marittimi si trovano infatti negli insediamenti costieri preistorici di isole del Mediterraneo tra cui Pantelleria, Malta, Isole Eolie.
Nel Lexicon del Suida, lessicografo bizantino del decimo secolo, leggiamo che nell’antichità un porto, per essere considerato tale, doveva  offrire agli approdanti due principali agevolazioni e cioè innanzitutto i longoni (gr. λογγόνες), oggi diremmo le bitte d’ormeggio; allora si trattava però di pesanti massi trascinati sulla riva del mare, piantati saldamente nel suolo e poi guarniti di forti anelli di ferro ai quali ormeggiare le imbarcazioni. Ecco dunque il perché di un nome come ‘Porto Longone’. Occorreva poi che il luogo fosse ben provvisto di  robusti pellami da usarsi come para-bordi,  cioè ammucchiandoli sulle fiancate dei vascelli affinché non si danneggiassero nell’urtarsi con quelle degli altri legni all’ormeggio a causa della risacca o delle ristrettezze di manovra. 
Il più antico porto artificiale è quello di Wadi al-Jarf sulla costa del golfo di Suez nel Mar Rosso, circa 120 km a sud di Suez, scoperto dall'archeologo francese Pierre Tallet nel 2011 - 2012, che risale all'epoca del faraone Cheope della IV dinastia egizia attorno al 2600 a.C.
Strutture portuali si ritrovano a Micene e Creta e, in Italia, già negli insediamenti micenei, etruschi, fenici e, successivamente, nelle colonie greche: in Sicilia, un esempio è Zancle (Messina) il cui nome deriva proprio dal porto naturale a forma di falce (zancle in siculo, termine poi passato al greco).
Tra le più importanti opere portuali nell'antichità il famoso porto di Atene, voluto da Temistocle per aumentare la potenza ateniese e l'egemonia della città stato sul Mar Egeo, e il porto di Siracusa.
L'utilizzo dei porti ha avuto un notevole sviluppo al tempo delle crociate e, nell'Italia medievale, con la nascita delle Repubbliche marinare. L'incremento e lo sviluppo maggiori si hanno tuttavia nel XV secolo con l'inizio della colonizzazione e, in seguito, con la rivoluzione industriale degli ultimi secoli.

## Caratteristiche e tipologie

La Darsena di Milano a metà del XX secolo. È un tipico esempio di porto fluviale

Esistono vari tipi di porti; a seconda della localizzazione si distinguono:
- Porti fluviali: porti lungo il corso di un fiume;
- Porti naturali: che presentano una configurazione nativa che permette di dare sicuro ricovero alle navi e consentono operazioni di imbarco e sbarco di passeggeri e merci; tipicamente sfruttano il riparo offerto da anse o golfi;
- Porti artificiali: - che hanno ripari costruiti dall'uomo;
- Porti - canale: che sfruttano come riparo l'ultimo tratto di fiumi.

A seconda dell'uso si distinguono:
- Porti commerciali e industriali
- Porti turistici
- Porti militari

### Porti naturali e porti artificiali
Si parla di porto naturale quando la protezione dalle onde è dovuta ad un'insenatura della costa o alla presenza di promontori o scogliere naturali. Al contrario, in un porto artificiale la protezione dalle onde è ottenuta attraverso la costruzione di moli, dighe foranee e scogliere frangiflutto, o anche allo scavo, in una zona di terraferma situata nei pressi della costa, di un bacino da utilizzare come porto.
Classici esempi di porti naturali italiani sono il porto antico di Genova, situato in un'insenatura della costa, quello di Trieste, che occupa un'insenatura del golfo omonimo, quello di Venezia, posto all'interno della laguna veneta, quello di Ancona, che si estende nella parte più interna del golfo omonimo ed è protetto dal promontorio sulla cui cima sorge il duomo, il porto antico di Napoli, anch'esso situato nel settore più riparato del golfo omonimo e protetto dai due promontori dove oggi sorgono Castel Nuovo (a ovest) e la chiesa di Santa Maria di Portosalvo (a est), quello di Brindisi, all'interno di una stretta insenatura, la parte più antica del porto di Palermo, costituita da un'insenatura detta La Cala.
Molto spesso i porti naturali, come ad esempio quelli appena citati, nel corso dei secoli sono stati ampliati attraverso strutture artificiali.
Esempi di porti artificiali italiani sono il porto di Ravenna, ricavato attraverso lo scavo del Canale Candiano nel XVIII secolo, il porto di Livorno, realizzato attraverso la costruzione di moli al fine di creare darsene tra il XV e il XXI secolo, il porto di Gioia Tauro, ottenuto scavando un bacino a partire dagli anni settanta del Novecento.

### Porto turistico
Si definisce porto turistico quel particolare tipo di infrastruttura portuale costruita o dedicata ad un uso prettamente diportistico. Può essere dotata di strutture per il rimesaggio, la riparazione e il rifornimento dei natanti.

### Porto commerciale
Un porto commerciale è di regola costituito da molte strutture:
- I moli esterni, in genere protetti da blocchi di cemento o da grandi pietre frangiflutti sul lato verso il mare, per proteggere l'interno dalle onde. La protezione può essere fornita in alternativa da una diga foranea.
- I moli interni e le banchine per attraccare le navi e consentire di salire e scendere o caricare e scaricare.
- I fari, uno bianco visibile da lontano con una sequenza luminosa caratteristica per identificare il porto dal mare aperto di notte, e due fanali, uno rosso e uno verde, rispettivamente a sinistra e a destra dell'ingresso nel porto.
- Eventuali gru per caricare le merci sulle navi o per posare le navi nell'acqua
- Eventuali magazzini o piazzali per lo stoccaggio delle merci o dei container
- Eventuali terminal delle compagnie di navigazione
- Le strade ed eventualmente le ferrovie per raggiungerlo.

Nei porti di maggior rilevanza sono istituite delle Corporazioni di Piloti dei Porti, utilizzando dei professionisti scelti fra coloro i quali hanno i requisiti di accesso in base al vigente codice della navigazione.

## Strutture portuali
Le varie parti del porto hanno una nomenclatura specifica. Si riporta un elenco dei termini:
- molo
- banchina
- darsena
- arsenale
- scalo
- calata
- diga foranea
- scalo di alaggio
- bacino di carenaggio

## Adeguamento e dragaggio

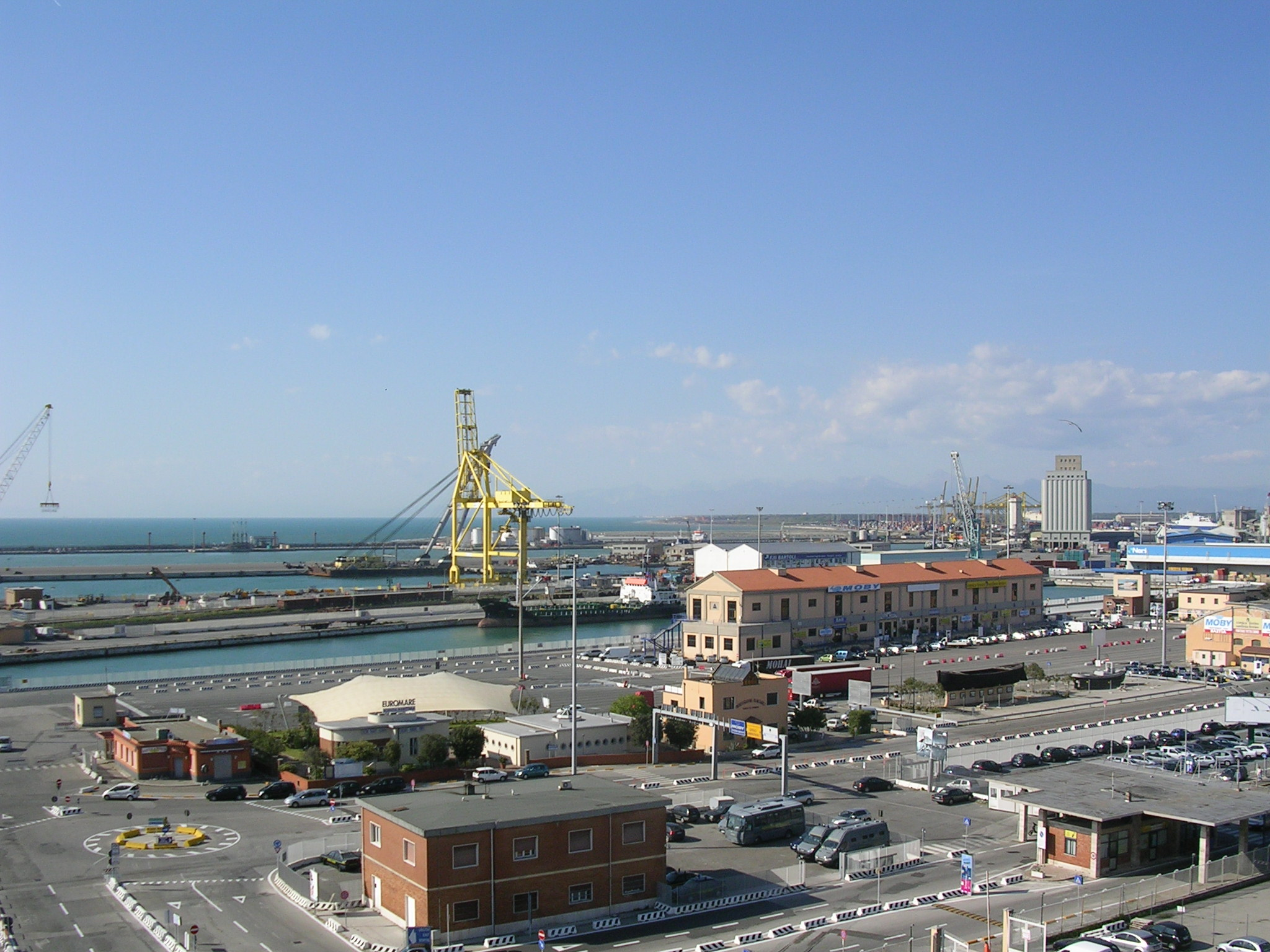
Livorno: il porto industriale e mercantile; sullo sfondo, al centro, si staglia la bianca mole della Torre del Marzocco.

La corsa al varo di navi sempre più grandi e con maggiore capacità di carico ha reso necessarie operazioni di adeguamento delle strutture esistenti, tra cui riveste particolare importanza il dragaggio. Il dragaggio dei fondali è un intervento di rimozione di fanghi, sabbie e altri materiali depositati nei fondali di un fiume o di una zona marina e avviene tramite imbarcazioni che mediante compressori aspirano i materiali dal fondale, filtrandoli delle acque e reimmettendoli al largo.
Considerando che, nel traffico mercantile, il 75% delle navi portacontainer in costruzione è tarato per trasportare 25.000 tonnellate di merci, bisogna prevedere fondali marini profondi almeno 14 metri per poter consentire loro di attraccare nei porti. Il dragaggio assume quindi una rilevanza strategica per il settore della logistica e degli spedizionieri, per non restare esclusi dalla quota più consistente di tale mercato: quello delle super-portacontainer.
Tale intervento può avere un rilevante impatto ambientale per la qualità delle acque, con ricadute nel turismo, nella pesca, sulla flora e sulla fauna ittiche in genere. Se sui fondali dragati confluisce una notevole quantità di rifiuti tossici o di scarichi fluviali non a norma, il dragaggio di questi materiali potrebbe diffonderli e spostarli altrove, oltre a ostacolare il corretto funzionamento dei meccanismi di filtraggio.

## Disciplina normativa nel mondo

### Italia
La legislazione riguardo ai porti è stata riordinata con le prime leggi che riguardavano il Piano Generale dei Trasporti nel 1986, mentre 4 anni dopo sono uscite le prime leggi riguardanti il concetto di interporti. Tuttavia la legge fondamentale in materia è la legge n 84 del 28 gennaio 1994, riguardante il riordino portuale con l'incameramento dei codici della navigazione. Viene creata l'Autorità Portuale, per i porti nazionali e l'Autorità marittima per i porti di minori dimensioni. Questa legge tiene conto della parte turistica dei porti, oltre a darne una classificazione a seconda dell'importanza, internazionale, nazionale o regionale o dell'uso civile o militare.

## I principali porti del mondo

### Africa
Il porto più trafficato in Africa è Port Said in Egitto.

### Asia

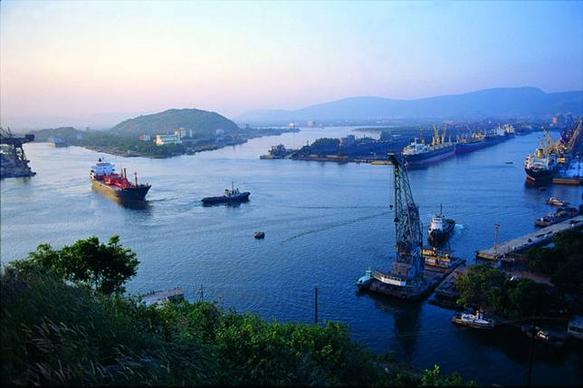
Porto di Visakhapatnam

Il porto di Shanghai è il porto più grande del mondo sia nel tonnellaggio che nell'attività. Ha riacquistato la sua posizione come il porto più trafficato del mondo con il tonnellaggio di carico e il porto di container più trafficato del mondo nel 2009 e nel 2010, rispettivamente. I successivi sono i porti di Singapore e di Hong Kong, entrambi in Asia.

### Europa
Il porto più trafficato dell'Europa è il porto di Rotterdam, nei Paesi Bassi, seguito dal belga di Anversa o dal tedesco di Amburgo, a seconda della metrica utilizzata. A sua volta, Valencia (Spagna) è il porto più trafficato nel bacino del Mediterraneo e in Italia  troviamo i porti di Genova, di Trieste e di Gioia Tauro.

### Nord America
Tra i maggiori porti vi sono il porto di New York, quello di Los Angeles e quello di South Louisiana negli Stati Uniti, il porto di Manzanillo in Messico e il porto di Vancouver in Canada. 
Panama ha il canale di Panama che collega il Pacifico e l'Oceano Atlantico e svolge un ruolo chiave per il commercio internazionale.

### Oceania
Il porto più grande d'Australia è il porto di Melbourne.

### Sud America
I maggiori porti del Sud America sono il Porto di Santos in Brasile, Cartagena in Colombia, Callao in Perù, Guayaquil in Ecuador e il Porto di Buenos Aires in Argentina.

## Riferimenti normativi
- Legge 28 gennaio 1994, n. 84 - Riordino della legislazione in materia portuale.